# Ремуш
Ремуш (рум. Remuș) — село у повіті Джурджу в Румунії. Входить до складу комуни Фретешть.
Село розташоване на відстані 55 км на південь від Бухареста, 4 км на північ від Джурджу.

## Населення
За даними перепису населення 2002 року у селі проживали 2072 особи, з них 2071 особа (> 99,9%) румунів. Рідною мовою 2069 осіб (99,9%) назвали румунську.